# NGC 5172
NGC 5172 este o intermediate spiral galaxy⁠(d) situată în constelația Părul Berenicei. A fost descoperită în 7 mai 1826 de către John Herschel. Se află la o distanță de 60,81 de megaparseci de Pământ.